# Fahrbahnsperrung

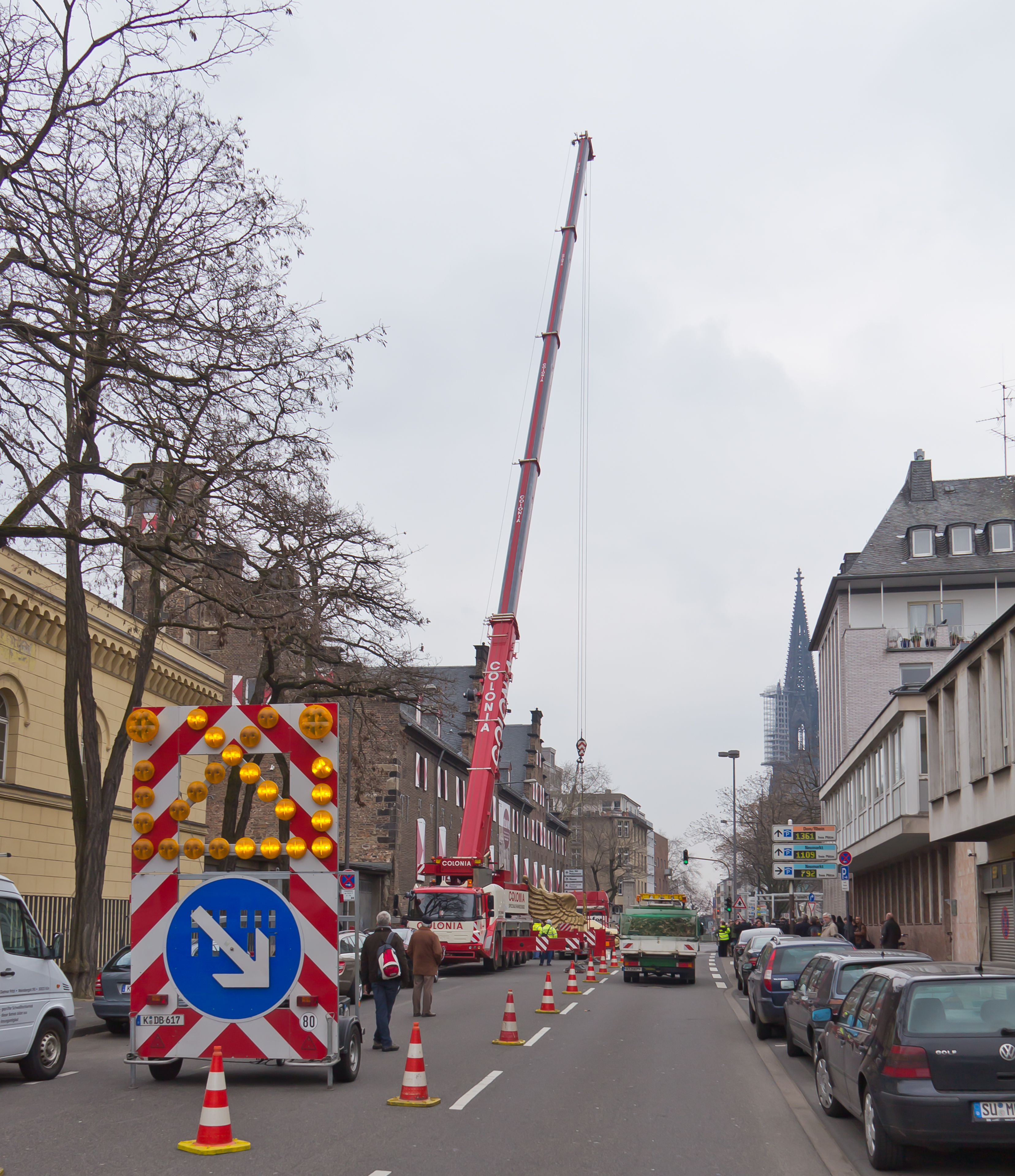
Teilsperrung (Deutschland): Der linke von zwei stadteinwärts führenden Fahrstreifen der Straße „Burgmauer“ wurde mit einer Absperrtafel für den Verkehr gesperrt, um eine Aufstellfläche für einen Teleskopkran und einen Tieflader mit dem Flügelauto zu schaffen, das wieder auf den Treppenturm des Kölnischen Stadtmuseums gehoben wird

Eine Fahrbahnsperrung ist eine verkehrsrechtliche Maßnahme und beschreibt die teilweise oder vollständige Sperrung einer öffentlichen Verkehrsfläche für den gesamten Verkehr. Durch eine entsprechende Beschilderung wird der Verkehrsteilnehmer auf die Fahrbahnsperrung (mögliche Ausführungen: Voll- oder Teilsperrung) aufmerksam gemacht. Fahrbahnsperrungen können aufgrund eines Verkehrsunfalls, einer Veranstaltung oder aufgrund
einer Arbeitsstelle notwendig werden.

## Teilsperrung
Eine Teilsperrung liegt vor, wenn ausgehend von mehreren Fahrstreifen der Verkehr nur über einen Pannenstreifen (Deutschland) bzw. Notspur (Österreich und Schweiz) oder die Gegenfahrbahn an der Sperrstelle (Unfallstelle, Baustelle o. ä.) vorbeigeleitet werden kann. Hierbei verengt sich der Verkehrsweg von mehreren Fahrstreifen auf einen einzigen (Not-)Fahrstreifen mit geeigneter Verkehrsregelung durch Einsatzkräfte bei Unfall. Eine Teilsperrung ist meist zeitlich befristet.
Nicht zu verwechseln ist die Teilsperrung mit einer Fahrbahnverengung. Hier bleibt in jeder Fahrtrichtung mindestens ein (Behelfs-)Fahrstreifen übrig.

## Vollsperrung
Eine Vollsperrung – auch Totalsperrung – tritt ein, wenn eine öffentliche Verkehrsfläche vollständig für den Verkehr (auch Anlieger-/Anrainer-/Anstößerverkehr) gesperrt wird.
Handelt es sich um eine langfristig geplante Vollsperrung, beispielsweise für eine Straßenbaumaßnahme, wird eine Umleitungsstrecke eingerichtet, die in der Regel mit Hilfe der Medien und einer entsprechenden Beschilderung angekündigt wird. Im Falle einer kurzfristig angeordneten Vollsperrung, beispielsweise aufgrund einer ungesicherten Unfall- oder Gefahrenstelle, kann jeder Verkehrsteilnehmer zur Eigensicherung sperren, danach übernehmen in der Regel Einsatzkräfte (wie etwa Polizei) die Regelung und Führung des Verkehrs. Insbesondere auf Autobahnen und Schnellstraßen bilden sich dann Staus, die mit Hilfe einer Ableitung und der Nutzung von Umleitungen reduziert werden können.

## Situation in Deutschland

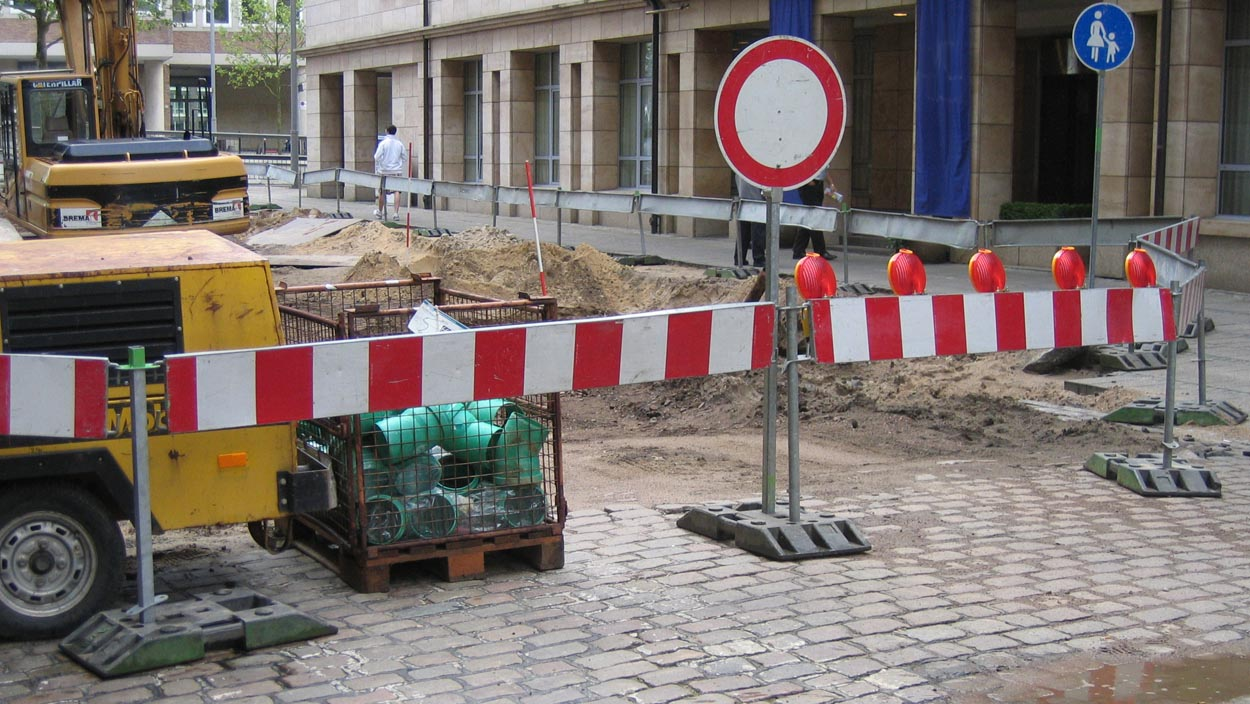
Vollsperrung einer innerstädtischen Straße (Deutschland)

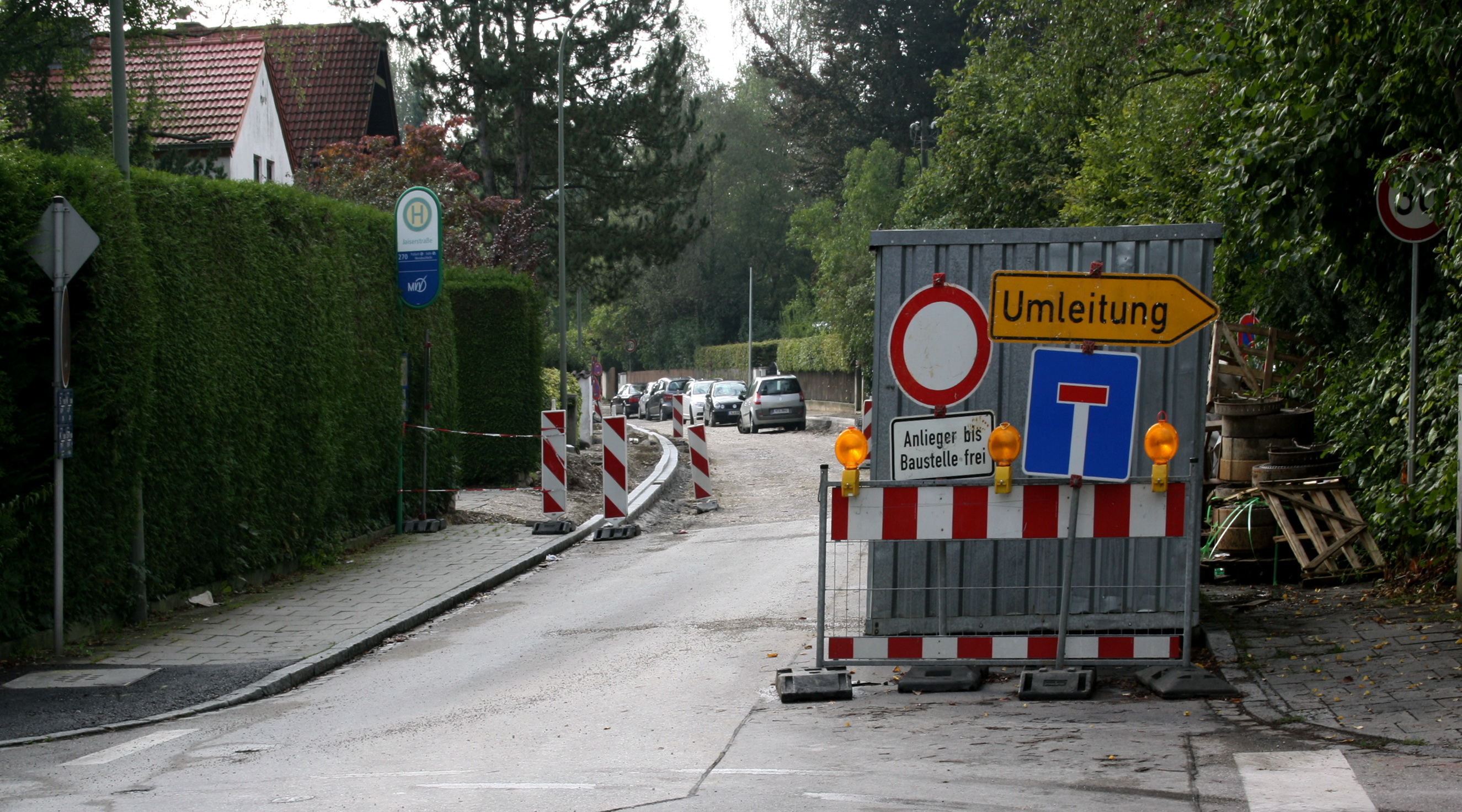
Teilsperrung einer Anwohnerstraße (Deutschland)

### Hinweise für LKW-Fahrer
Vollsperrungen gelten laut Rücksprache mit dem Bundesamt für Güterverkehr (BAG) als Zwangspause, daher dürfen Nutzer des Digitalen Tachographs die „Pause“-Taste drücken, müssen aber im Fahrzeug sitzen bleiben. Wenn sich die Verkehrsbehörde für eine Ableitung entscheidet, kann das zuständige Regierungspräsidium das LKW-Durchfahrtsverbot vorübergehend aufheben und dies im Verkehrsfunk melden lassen, wenn die Möglichkeit (Fahrbahnbreite, -höhe oder Gewichtsbeschränkung) dies zulassen. An Wochenenden und Feiertagen ist das BAG dazu berechtigt, im Sinne des Regierungspräsidiums zu entscheiden.
Eine angeordnete und verkündete Ableitung beendet die „Pause“ auf dem Digitacho, dies gilt jedoch nicht für Gefahrguttransporte und Schwertransporte. Letztere müssen bis zum Ende der Vollsperrung auf der Strecke verbleiben.
Eine weiträumige Umleitungsempfehlung für den nachfolgenden Verkehr (vor der Fahrbahnsperrung) ist im Verkehrsfunk rechtzeitig bekanntzugeben, ggf. auch eine Umlenkung zu veranlassen.

### Rechtsgrundlage
Die Landespolizei des betroffenen Bundeslandes, behelfsweise die Rettungsleitstelle entscheidet, ob ein Verkehrsweg befahrbar bleiben kann oder nicht.

## Normen und Standards
Deutschland
- Richtlinien für die Sicherung von Arbeitsstellen an Straßen (RSA 95)
- Zusätzliche technische Vertragsbedingungen für Sicherungsarbeiten an Arbeitsstellen an Straßen (ZTV-SA 97)

Österreich
- RVS 05.05.40 – Baustellenabsicherung

Schweiz
- SN 641 505a – Baustellen auf Strassen unter Verkehr
- SN 640 885c – Signalisation von Baustellen auf Autobahnen und Autostrassen
- SN 640 886 – Temporäre Signalisation auf Haupt- und Nebenstrassen